# Imanol Murga
Imanol Murga, né le 1er janvier 1958 à Vitoria, est un coureur cycliste espagnol, professionnel entre 1980 et 1990.
En 1981, il a gagné une étape du Tour d'Espagne. Il a ensuite participé à deux éditions du Tour de France.

## Palmarès
- 1978
  - Prueba Alsasua
- 1980
  - 3e étape du Tour des Trois Provinces
  - 3e de la Clásica de Sabiñánigo
  - 3e du Circuit de Getxo
- 1981
  - 9e étape du Tour d'Espagne
  - 3e et 5e étapes du Tour d'Aragon
- 1982
  - Prologue du Tour d'Andalousie (contre-la-montre par équipes)
  - 3e étape de la Costa del Azahar
  - 1reb étape du Tour de La Rioja (contre-la-montre par équipes)
- 1984
  - 3e de la Clásica de Sabiñánigo
- 1985
  - 4e étape du Tour de Cantabrie
  - 2e du Griffin 1000 West
- 1986
  - 2eb étape du Tour de Murcie (contre-la-montre par équipes)
- 1987
  - 5e étape du Tour des Asturies

## Résultats sur les grands tours

### Tour de France
2 participations 
- 1981 : 104e
- 1985 : 94e

### Tour d'Espagne
6 participations 
- 1980 : abandon (8e étape)
- 1981 : abandon (18e étape), vainqueur de la 9e étape
- 1984 : 47e
- 1986 : 50e
- 1987 : abandon (11e étape)
- 1988 : 70e